# ジョッキークラブダービー
ジョッキークラブダービー（Jockey Club Derby）は、アメリカ合衆国ニューヨーク州のベルモントパーク競馬場芝12ハロンで施行されている競馬平地競走である。

## 概要
2019年2月13日、ニューヨーク州競馬協会（NYRA）は3歳牡馬および牝馬を対象とした芝競走の三冠シリーズ創設を発表した。
このうち、3歳牡馬はダートの三冠競走（ケンタッキーダービー、プリークネスステークス、ベルモントステークス）に倣い、7月のベルモントダービーインビテーショナルステークス（芝10ハロン）、8月のサラトガダービー（芝9.5ハロン）と合わせて「ターフトリニティ」を形成し、本競走は最終戦にあたる。なお、各競走ともに賞金は各100万ドル（約1億1000万円）である。2021年まで本競走はグレード格付けは取得しておらずリステッド競走であったが、2022年から2024年はG3として施行され、2025年よりG2に格上げされることになった。
2020年は新型コロナウイルス感染拡大の影響により開催取りやめとなった。

## 歴代優勝馬
| 回数  | 施行日        | 優勝馬          | 性齢 | タイム  | 優勝騎手    | 管理調教師 |
| ----- | ------------- | --------------- | ---- | ------- | ----------- | ---------- |
| 第1回 | 2019年9月7日  | Spanish Mission | 牡3  | 2:27.58 | J.Spencer   | D.Simcock  |
| 第2回 | 2021年9月18日 | Yibir           | 牡3  | 2:26.23 | J.Spencer   | C.Appleby  |
| 第3回 | 2022年9月17日 | Nations Pride   | 牡3  | 2:24.14 | L.Dettori   | C.Appleby  |
| 第4回 | 2023年10月7日 | Lost Ark        | 牡3  | 2:03.97 | K.Carmouche | T.Pletcher |
| 第5回 | 2024年10月5日 | Carson's Run    | 牡3  | 2:14.22 | D.Davis     | C.Clement  |